# Ковалівка (Рівнянська сільська громада)
Ковалі́вка — село в Україні, у Рівнянській сільській громаді Новоукраїнського району Кіровоградської області. Населення становить 84 осіб. Орган місцевого самоврядування — Рівнянська сільська рада.

## Населення
Згідно з переписом УРСР 1989 року чисельність наявного населення села становила 82 особи, з яких 30 чоловіків та 52 жінки.
За переписом населення України 2001 року в селі мешкали 84 особи.

### Мова
Розподіл населення за рідною мовою за даними перепису 2001 року:
| Мова       | Відсоток |
| ---------- | -------- |
| українська | 91,67 %  |
| російська  | 7,14 %   |
| молдовська | 1,19 %   |